# بلوا آن لاک‌وود
بلوا آن لاک‌وود (انگلیسی: Belva Ann Lockwood; ۲۴ اکتبر ۱۸۳۰ – ۱۹ مهٔ ۱۹۱۷) سیاستمدار، آموزگار، وکیل دادگستری، و سافرجت اهل ایالات متحده آمریکا بود.
در سال ۱۸۸۴ بلوا لاک‌وود، بارها از بی‌توجهی به بخش‌هایی از قانون دربارهٔ حق رای زنان صحبت کرد. او می‌گفت هیچ قانونی علیه رای دادن زنان وجود ندارد پس زنان باید بتوانند رای دهند. ماریتا استو صاحب روزنامه‌ای در کالیفرنیا، بلوا لاک‌وود را نامزد حزب حقوق برابر ملی برای کاندیدای ریاست‌جمهوری کرد. این دو مبارزات انتخاباتی را آغاز کرده و رای پنج هزار نفر از ۱۰ میلیون مرد آمریکایی که در آن زمان حق رای داشتند را به دست آوردند.